# Étienne Arnal
Étienne Arnal (Meulan, Seine-et-Oise, 1 de febrero de 1794 - Ginebra, Ginebra, 10 de diciembre de 1872) fue un actor francés. 

## Biografía
Antes de subirse a los escenarios, sirvió en el ejército y trabajó en una fábrica de botones. Su primera aparición en los teatros fue en 1815, en una tragedia, aunque no fue hasta 1827 cuando mostró su verdadera habilidad en la comedia, sobre todo en obras de Felix August Duvert y Augustin Theodore Lauzanne como Cabinets particuliers (1832), Le mari de la dame de chceurs (1837), Passé minuit, l'homme blasé (1843) y La clef dans le dos (1848), en las que algunas de sus partes fueron escritas para él mismo. Trabajó durante veinte años en vodeviles y completó en varios teatros parisinos una carrera teatral de casi medio siglo. Arnal fue el autor de Epitre a boufe (1840), que fue reimpreso tiempo después en su libro de poesía, Boutades en vers (1861).